# Der Berg
Pour plus de détails, voir Fiche technique et Distribution.
Der Berg (littéralement « La Montagne ») est un film suisse réalisé par Markus Imhoof, sorti en 1990. L'intrigue se déroule dans une station météo située en haut d'une montagne.

## Synopsis
En 1921, un couple (Manser et Lena) vient occuper la plus haute station météorologique d'Europe au sommet d'une montagne (tournage ayant lieu en partie au sommet du Pilate) pour effectuer des relevés météorologiques en remplacement du titulaire devenu malade en raison de l'isolement. Un ancien officier de l'armée impériale austro-hongroise, Kreuzpointner, lors du recrutement, n'est pas d'accord avec le choix du jury qui exige au dernier moment que seul un couple peut concourir pour le poste, et qu'une femme n'a rien à faire en montagne au-delà des arbres. Manser, un mécanicien chômeur, pour obtenir le poste, prétend qu'il est sur le point de se marier avec Lena, avec qui il a eu une liaison peu de temps auparavant et qui est tombée enceinte. Alors que Manser et Lena sont parvenus au sommet en été, Kreuzpointner ne peut se résoudre à ce que la place lui soit ravie, il tente alors la première hivernale de la montagne pour prouver à l'institut de météo que le poste lui revient. Parvenu presque au sommet, Kreuzpointner qui est en très grande difficulté, est sauvé par Manser, mais ses orteils ont gelés. Se déroule alors un huis clos oppressant entre les trois occupants, y compris au sein du couple.

## Fiche technique
- Titre : Der Berg
- Réalisation : Markus Imhoof
- Scénario : Thomas Hürlimann et Markus Imhoof
- Musique : Nicola Piovani
- Photographie : Lukas Strebel
- Montage : Daniela Roderer
- Production : Markus Imhoof, Lutz Kleinselbeck, Bernard Lang, Peter Mertz et Alfred Nathan
- Société de production : Langfilm, DRS et ZDF
- Pays :  Suisse,  Allemagne de l'Ouest et  Autriche
- Genre : Drame
- Durée : 103 minutes
- Dates de sortie : 
  -  Suisse : 26 octobre 1990

## Distribution
- Susanne Lothar : Lena
- Mathias Gnädinger : Manser
- Peter Simonischek : Kreuzpointner
- Agnes Fink : la mère Manser
- Jürgen Cziesla : le directeur

## Distinctions
Le film a été présenté en sélection officielle en compétition lors de Berlinale 1991.